# Mauro Picotto
Mauro Picotto (Cavour, 25 de dezembro de 1966) é um DJ italiano.
Começou a sua carreira em 1985, ganhou o prémio de melhor DJ Italiano pela (Walky Cup DJ Television Italia), em 1989. Realizou a sua primeira produção - We Gonna Get (R.A.F. by Picotto), em 1990.
Desde 2002, Mauro Picotto é um dos Residentes da "Meganite", Clube onde actua Juntamente com os DJ's Gabry Fasano, Riccardo Ferri, Athos, Massimo Cominotto, e sendo como seus convidados, Chris Liebing, Sven Väth, Adam Beyer, Marco Carola, Misstress Barbara, Christian Smith, Ben Sims, Fergie, Phil Kieran, entre outros.
Mauro Picotto, é considerado o melhor DJ de Hard Trance do Mundo.[carece de fontes?]
http://www.thedjlist.com/djs/genre/tranceHard
Desde 1996 até aos dias de hoje, criou e Remixou grandes músicas tais como:
- Lizard
- Komodo
- Iguana
- Pulsar
- Proximus
- Like This Like That
- Verdi
- Back to Cali
- Angel's Symphony
- Techno Armony
- I Feel Love
- A New Time New Place
- Dark Room
- Hypnobounce
- Magic Flight
- Honey
- Charm
- The Dolphin
- Joy Energizer
- Time to Burn
- Digital Dialogue
- Ocean Whispers
- Spente Le Stelle
- Maybe, Maybe Not
- Evribadi
- Contaminato
- Flashing